# Parafia św. Szymona i św. Judy Tadeusza w Łubienku
Parafia św. Szymona i św. Judy Tadeusza w Łubienku − parafia rzymskokatolicka, znajdująca się w archidiecezji przemyskiej, w dekanacie Krosno III. 

## Historia
Łubienko początkowo było wsią książęcą, a Kazimierz Sprawiedliwy nadał ją na uposażenie kolegiaty św. Floriana w Krakowie. Parafia powstała prawdopodobnie w II połowie XIV wieku i należała do diecezji krakowskiej. Pierwszymi wzmiankowanymi plebanami byli: Mikołaj (1397), Jan (1501) i Wawrzyniec z Lipnicy (1529). W 1544 roku bp Walerian Władysławski konsekrował kościół pw. św. Apostołów Szymona i Tadeusza.
W 1783 roku parafia weszła w skład nowej diecezji tarnowskiej, a w 1805 została przydzielona do diecezji przemyskiej. W 1857 roku został zbudowany i poświęcony kolejny drewniany kościół. Jesienią 1944 roku podczas frontu wojennego kościół, szkoła i wieś zostały spalone. Parafia przestała istnieć. 
W latach 1948–1951 zbudowano obecny drewniany kościół, według projektu arch. inż. Wawrzyńca Dajczaka. W 1951 roku kościół został poświęcony. W 1952 roku decyzją bpa Franciszka Bardy odnowiona została parafia.
Na terenie parafii jest 300 wiernych.                                 
Proboszczowie parafii:
1636–1684. ks. Tomasz Czychrzyński.
1685–1706. ks. Sebastian Leśniewski.
1706–1708. ks. Aleksander Klarowski.
1708–1715. ks. Jan Wójcikowski.
1715–1743. ks. Adam Więckiewicz
1743–1789. ks. Jan Służowski.
1789–1800. ks. Kasper Szyfarski.
1800–1832. ks. Tomasz Bawalski.
1832–1839. ks. Maciej Baraniecki.
1839–1840. ks. Honorat Warnicki.
1840–1846. ks. Antoni Czerchacki.
1846–1853. ks. Antoni Lurski.
1853. ks. Franciszek Ksawery Głodkiewicz.
1853–1872. ks. Ludwik Kisielewski.
1872–1873. ks. Jan Morawski.
1873–1876. ks. Antoni Fleszar.
1876. ks. Jan Morawski.
1876–1877. ks. Ignacy Kędra.
1878–1891. ks. Alojzy Świetnicki.
1891. ks. Bronisław Stepek.
1891–1895. ks.Jan Szura.
1905–1927. ks. Stanisław Krakoś.
1927–1933. ks. Stanisław Fróg.
1934. ks. Bronisław Jedziniak.
1934. ks. Stanisław Nastółka.
1934–1944. ks. Piotr Grądalski.
1952–1963. ks. Leon Zaziemski.
1963–1984. ks. Władysław Świętnicki.
1984–1992. ks. Ryszard Mucha.
1992–1993. ks. Roman Adamik.
1993. ks. Dominik Sołtys.
1993–2001. ks. Józef Machaj.
2001–2002. ks. Stanisław Prucnal.
2002–2009. ks. Zdzisław Długosz.
2009–2013. ks. Józef Konieczko.
2013–2020. ks. Andrzej Żmudzki.
2020– nadal ks. Bogdan Czerwiński.